# 1965 au Canada
Pour un article plus général, voir Chronologie du Canada.
Cet article traite des événements qui se sont produits durant l'année 1965 au Canada.

## Événements

### Politique

Élection fédérale de 1965

15 février : Drapeau du Canada

- Janvier 1965 : accord sectoriel avec les États-Unis portant sur l’automobile.

- Février 1965 : rapport préliminaire d'enquêtes de la commission Laurendeau-Dunton sur le bilinguisme et le biculturalisme.

- 15 février : la reine Élisabeth II sanctionne le nouveau drapeau du Canada à la feuille d'érable, adopté par les Communes le 15 décembre 1964.

- 6 août : création de la ville de Laval au Québec.

- 8 novembre : élections fédérales : réélection de Lester B. Pearson (libéral) qui ne parvient pas à obtenir un gouvernement majoritaire.
- 54e conférence de l'Union interparlementaire à Ottawa

### Justice
- 2 mars : Lucien Rivard s'évade de prison.

### Sport

#### Hockey
- Fin de la Saison 1964-1965 de la LNH suivi des Séries éliminatoires de la Coupe Stanley 1965. Les Canadiens de Montréal remportent la Coupe Stanley contre les Blackhawks de Chicago.
- Les Flyers de Niagara Falls remportent la Coupe Memorial 1965.
- Repêchage amateur de la LNH 1965.
- Début de la Saison 1965-1966 de la LNH.

#### Football
- Les Tiger-Cats de Hamilton remportent la 53e finale de la Coupe Grey contre les Blue Bombers de Winnipeg 22-16.
- La coupe Vanier est offerte par le gouverneur Georges Vanier pour récompenser la meilleure équipe au football universitaire. L'Université de Toronto remporte la coupe contre l'Université de l'Alberta.

#### Cyclisme
- Six Jours de Québec

### Économie
- Formation de la compagnie Québécor.

### Science
- 29 novembre : lancement du satellite Alouette 2 dans l'espace.

### Culture
- Prix du Gouverneur général 1965.

#### Film
- La Vie heureuse de Léopold Z. de Gilles Carle.

#### Livre
- Prochain épisode de Hubert Aquin.

#### Radio
- Le Marchand de sable animé par Henri Bergeron.

### Religion
- Juillet : congrès international des Alcooliques anonymes à Toronto[1].
- À la suite d'une recommandation du Concile Vatican II, le latin est remplacé dans les messes catholiques par la langue parlée des gens.
- Construction du Mausolée des Évêques-de-Trois-Rivières.

### Transport
- 8 juillet : Écrasement du vol 21 de Canadian Pacific Airlines, faisant la liaison Vancouver-Whitehorse, proche de 100 Mile House à la suite de l'explosion de l'appareil. Les 52 personnes à bord soit 46 passagers et 6 membres de l'équipage sont décédés.

## Naissances
- 8 janvier : Eric Wohlberg, coureur cycliste.
- 18 février : Dean Allison, politicien fédéral.
- 7 mars : Alison Redford, première ministre de l'Alberta.
- 23 mars : Daren Puppa, joueur de hockey sur glace.
- 21 avril : Ed Belfour, gardien de but de hockey sur glace.
- 22 avril : Peter Zezel, joueur de hockey sur glace.
- 7 mai : Owen Hart, acteur et catcheur.
- 9 mai : Steve Yzerman, joueur de hockey sur glace.
- 10 mai : Linda Evangelista, mannequin.
- 19 mai : James Bezan, homme politique de la circonscription fédérale de Selkirk—Interlake.
- 5 juin : Bob Probert, joueur de hockey sur glace.
- 28 août : Shania Twain, chanteuse.
- 27 septembre : 
  - Bernard Lord, premier ministre du Nouveau-Brunswick.
  - Peter MacKay, dernier chef du Parti progressiste-conservateur du Canada.
- 7 octobre : Martine Hébert, économiste, diplomate, communicatrice et sénatrice.
- 12 octobre : Marie-Jo Thério, musicienne et actrice.
- 29 octobre : Christy Clark, première ministre de la Colombie-Britannique.
- 24 novembre : Brad Wall, premier ministre de la Saskatchewan.
- 18 décembre : Brian Walton, coureur cycliste.

## Décès
- Fiorenza Johnson, femme de l'ancien premier ministre de l'Ontario George Drew.
- 17 janvier : Austin Claude Taylor, homme politique du Nouveau-Brunswick.
- 27 janvier : Jean Desprez, comédienne.
- 1er avril : Harry Crerar, général.
- 7 juin : John Stewart McDiarmid, lieutenant-gouverneur du Manitoba.
- 9 octobre : Amanda Alarie, comédienne.